# دورل سيميون
دورل سيميون (بالرومانية: Dorel Simion)‏ (مواليد 1977) هو ملاكم روماني، مثّل بلاده في الألعاب الأولمبية الصيفية 2000.

## روابط خارجية
دورل سيميون على موقع أوليمبيديا (الإنجليزية)
- دورل سيميون على موقع اللجنة الأولمبية الرومانية (الرومانية)